# Красный свет (фильм)
«Красный свет» (англ. Red Light) — фильм нуар режиссёра Роя Дель Рута, который вышел на экраны в 1949 году.
В основу фильма положен рассказ Дона «Реда» Барри «Этот парень Гидеон». Фильм рассказывает о владельце транспортной компании Джонни Торно (Джордж Рафт), который одержим чувством мести за убийство своего брата-священника. Он намеревается найти и покарать преступника, которым оказывается его бывший бухгалтер Черни (Рэймонд Бёрр), которого Джонни в своё время засадил в тюрьму за растрату. Однако, когда Джонни нашёл убийц брата, он вдруг осознал последнюю мысль брата о недопустимости мести и отпустил Черни, который в итоге погиб в результате несчастного случая во время погони.
Фильм получил неоднозначные отзывы критики, отметившей игру Рэймонда Бёрра и Гарри Моргана в ролях убийц, а также эффектную постановку ряда сцен в нуаровом стиле. Вместе с тем, слабой стороной фильма критика посчитала его религиозную составляющую, которая подана слишком нравоучительно и неправдоподобно, а также неинтересную игру Рафта в главной роли.

## Сюжет
В кинозале тюрьмы «Сан-Квентин» заключённые-киномеханики Ник Черни (Рэймонд Бёрр) и Рокки (Гарри Морган) смотрят новостной киножурнал, один из сюжетов которого посвящён армейскому капеллану Джессу Торно (Артур Франц), который возвращается домой в Сан-Франциско после пяти лет героической службы на Тихом океане. В журнале показывается, как Джесса приветствует его брат Джонни (Джордж Рафт), глава транспортной компании «Торно», где Черни когда-то работал бухгалтером. Четыре года назад Черни с подачи Джонни был арестован и осуждён за растрату. Теперь бывший бухгалтер решает отомстить Джонни, нанимая для этой цели Рокки, который через неделю должен выйти на свободу. Тем временем Джонни, который очень любит Джесса, узнав, что того назначили настоятелем одной из церквей на севере штата, предлагает отвезти его к новому месту службы. Пока Джесс пакует свои вещи, в гостиничном номере неожиданно гаснет свет и в дверях появляется Рокки, который стреляет в Джесса и незаметно уходит. Вскоре появляется Джонни, который взломав дверь в номер, видит на полу умирающего Джесса. Приподняв его на руках, Джонни просит сказать, кто в него стрелял, однако, всё, что успевает произнести Джесс перед смертью, это слова: «Библия. Написано в Библии». Джонни берёт со стола Библию Джесса, и дома пролистывает её страницу за страницей, надеясь увидеть имя убийцы брата, однако ничего не находит. В этот момент Джонни навещают двое детективов из отдела убийств — Стрекер (Бартон Маклейн) и Райан — которые предостерегают его от попыток самостоятельно найти и наказать убийцу брата.
Когда на работе заместитель Джонни по имени Уорни Хазард (Джин Локхарт) рассказывает ему, что Черни вышел на свободу, Джонни заключает, что именно он и убил его брата. Однако, как успел выяснить Стрекер, Черни всё ещё находился в тюрьме на момент смерти Джесса. Во время прогулки с Уорни по улице Джонни замечает офис международного общества Гидеонов, которое размещает Библии в гостиничных номерах, догадываясь, что в номере Джесса должен быть ещё один экземпляр Библии. Когда Джонни повторно обыскивает гостиничный номер, коридорный сообщает ему, что Библия от Гидеонов, которая находилась в комнате Джесса, была кем-то похищена. Через знакомого сотрудника гостиницы Джонни получает список лиц, которые жили в номере Джесса после его убийства. Первой в списке стоит имя Карлы Норт (Вирджиния Мейо), которая оставила в качестве адреса для контактов Шоу Кена Мюррея в Голливуде. Джон направляется в Голливуд, где в театре разговаривает с продюсером Кеном Мюрреем (Кен Мюррей), который сообщает, что программа, в которой работала Карла, была закрыта, однако даёт название гостиницы, куда девушка собиралась переехать.
В отсутствие Карлы Джонни проникает в её номер и обыскивает её вещи. Библию он не находит, однако находит фотографию, на которой изображён Джесс в окружении группы американских лётчиков. Неожиданно в номер входит Карла, с удивлением обнаруживая там Джонни. Она отрицает, что брала Библию, а на вопрос о фотографии отвечает, что на ней изображён её брат, который вскоре после того, как был сделан снимок, погиб в бою. Понимая, что она не причастна к убийству Джесса, Джонни предлагает Карле работать на него и перевозит её в Сан-Франциско, размещая в своей шикарной квартире. Джонни поручает ей вести розыск остальных посетителей гостиницы по списку, не объясняя цели поиска. Некоторое время спустя Черни приходит в офис компании «Торно» с просьбой восстановить его на работе, однако получает отказ. Находясь в приёмной, Черни по внутренней связи подслушивает конфиденциальный разговор Джонни и Уорни в кабинете, где Джонни объясняет, что разыскивает гостиничную Библию, на страницах которой его брат успел записать имя своего убийцы.
Следуя по списку проживавших в номере, Карла и Джонни направляются в Рино, чтобы поговорить с поваром Уоллесом Стоунером, однако выясняется, что он также не брал Библию. Во время разговора Джонни замечает, что за ними кто-то следит (это был Рокки). Положив в пакет поваренную книгу, Джонни использует её как приманку. Когда Рокки хватает книгу якобы оставленную Джонни на стойке уличного киоска, и пытается скрыться, Джонни хватает его и заталкивает в поджидающую его машину. Там он отбирает у Рокки револьвер, а также находит у него ключ от гостиничного номера, где тот остановился. Черни, который находится в номере, услышав, как кто-то посторонний открывает дверь, немедленно сбегает через другой выход. Пока Джонни возится с дверями, Рокки также успевает скрыться. По дороге обратно в Сан-Франциско на смотровой площадке поезда Рокки заявляет Черни, что выходит из дела, в ответ тот напоминает Рокки, что именно он является убийцей, и что его имя написано в Библии. В свою очередь Рокки заявляет Черни, что перед выстрелом сообщал Джессу о том, что пришёл от Ника, так что не исключено, что в Библии стоит имя Черни. Не долго думая, Ник бьёт Рокки в челюсть, в результате чего тот вылетает через перила мчащегося поезда и падает на железнодорожные пути. Прибыв в Сан-Франциско, Черни направляется в офис компании «Торно», чтобы расправиться с Уорни. Когда Уорни поздно вечером выходит из офиса и пытается завести свой автомобиль, то видит, что кто-то умышленно вывел из строя систему зажигания. После этого на служебной стоянке гаснет свет и слышатся приближающиеся шаги. В страхе Уорни пытается бежать, однако спотыкается и падает, после чего прячется под один из контейнеров, который стоит на домкратах. Уорни видит лишь ноги приближающегося человека, который вышибает один из домкратов, после чего контейнер падает и давит Уорни насмерть. Совершив это убийство, Черни спокойно и удовлетворённо закуривает сигарету.
Продолжая свои поиски, Джонни собирается вместе с Карлой поехать в Монтерей для встречи с очередным посетителем гостиницы. Однако после опасных событий в Рино Карла отказывается ехать до тех пор, пока Джонни не объяснить цели своих действий. Когда Джонни рассказывает ей, в чём дело, Карла выступает категорически против его методов, требуя следовать закону и доверить дело полиции. Разозлившись, Джонни бьёт её по лицу, после чего Карла, обвинив его в слепой ненависти, забирает свои вещи и уходит, отказавшись от зарплаты. На следующий день Стрекер и Райан встречают Джонни около офиса, сообщая, что на месте стрельбы в Рино обнаружен его бумажник, и потому с этого момента он будет находиться под круглосуточным наблюдением. Однако, попросив одного из своих водителей прикрыть его трейлером, Джонни на машине тут же ускользает от детективов. В Монтерее Джонни находит Пабло Кабрилло (Филлип Пайн), который оказывается ослепшим на фронте ветераном войны. Некоторое время назад, не желая быть обузой окружающим, Пабло приехал в гостиницу в Сан-Франциско с намерением совершить там самоубийство. Однако пока Пабло в своём номере просил Бога простить ему грех самоубийства, задул прохладный ветер и из окна неожиданно появился мойщик окон, который отобрал у Пабло оружие и утешил его. В этот момент зашелестели страницы лежавшей на столе Библии, после чего мойщик взял её и прочитал Пабло несколько строк, снова вселив в слепого солдата желание жить. После своего рассказа Пабло ведёт Джонни к себе домой, чтобы отдать Библию, которую забрал из гостиницы. Однако мать Пабло заявляет, что приблизительно час назад Библию забрала молодая женщина, которой, как по описанию догадывается Джонни, была Карла. Джонни приходит в церковь, где вступает в дискуссию с настоятелем относительно веры, заявляя, что она не спасла его брата от смерти, после чего в ярости хватает подсвечник, разбивая им витраж.
По возвращении в своей офис в Сан-Франциско, Джонни выписывает церкви чек с крупным пожертвованием в 20 тысяч долларов, после чего приступает к розыску Карлы, обзвания гостиницы. В этот момент в кабинет входит Черни, который намерен первым завладеть Библией. Поскольку Джонни не известно о роли Черни в убийстве его брата, он поручает ему обзвонить все городские гостиницы в поисках Карлы. Однако вскоре Карла сама появляется в офисе Джонни с искомой Библией, а вслед за ней появляются и следившие за ней Стрекер и Райан. Карла открывает Библию, показывая отмеченный Джессом фрагмент текста «К римлянам», глава 12, стих 19: «Не мстите за себя, возлюбленные, но дайте место гневу Божию. Ибо написано: Мне отмщение, Я воздам, говорит Господь». На полях страницы Джесс приписал: «Джонни — ты не убивай». Стрекер сообщает Джонни, что полиция нашла в его столе револьвер, который Джонни отобрал у Рокки, и именно из этого оружия был убит Джесс. Джонни хочет немедленно отправиться на поиски Рокки, в то время, как Карла пытается остановить его словами, что Джесс как раз просил брата отказаться от мести. После этого Джонни ещё раз перечитывает стих и соглашается с ней. Успокоенный Черни уходит, однако на лестнице натыкается на израненного Рокки, который, как выясняется, выжил после падения с поезда. Черни стреляет в него, заявляя остальным, что тот первым открыл по нему огонь. Уже умирая, Рокки указывает на Черни как на организатора убийства Джесса. Угрожая всем оружием, Черни сознаётся, что заплатил Рокки, чтобы тот убил Джесса, после чего выбирается на крышу здания и в проливной дождь пытается по ней скрыться. Джонни бросается вслед за ним. Когда после перестрелки у Черни заканчиваются патроны, Джонни под влиянием слов брата не в состоянии застрелить человека из мести. Черни пытается убежать, но в темноте наступает в луже на силовой кабель, питающий огромную неновую вывеску компании «Торно», и его на месте убивает током. Стрекер говорит подбежавшей Карле, что Джонни не имеет отношения к убийству Черни, и что это сделал «некто другой».

## В ролях
- Джордж Рафт — Джонни Торно
- Вирджиния Мейо — Карла Норт
- Джин Локхарт — Уорни Хазард
- Рэймонд Бёрр — Ник Черни
- Гарри Морган — Рокки
- Бартон Маклейн — детектив Стрекер
- Артур Франц — отец (капеллан) Джесс Торно
- Артур Шилдс — отец Редмонд

## Режиссёр и исполнители основных ролей в фильме
Как отмечает историк кино Стоун Уоллес, «за время своей продолжительной голливудской карьеры Рой Дель Рут смог создать заметное число достойных картин». Он начал кинокарьеру ещё во времена немого кино, где, по словам историка кино Дэвида Кэлата, выступил «как режиссёр грубых фарсовых комедий для знаменитого продюсера Мака Сеннета». С появлением звука, Дель Рут зарекомендовал себя как постановщик острых энергичных триллеров Warner Bros, среди них «Мальтийский сокол» (1931)", «Сумасшедшая блондинка» (1931), «Маленький гигант» (1933) и «Бюро пропавших людей» (1933), в которых играли такие актёры, как Джеймс Кэгни, Эдвард Г. Робинсон и Бетт Дейвис. Как пишет историк кино Брюс Эдер, «было время, когда Дель Рут был способен делать жёсткие криминальные картины», одним из примеров которых была первая экранная версия «Мальтийского Сокола» (1931). Но к середине 1940-х годов, когда он начал параллельно с режиссурой также продюсировать свои фильмы, работа Дель Рута сделала очень резкий поворот в направлении сентиментализма. И если в таких фильмах, как причудливая комедия «Это произошло на Пятой авеню» (1947), это только усиливало картину", то для жанра фильм нуар такой стиль был не вполне приемлем. По мнению Кэлата, «Дель Рут снимал низкобюджетные фильмы, потому что он был в этом по-настоящему хорош, а не потому что он был вынужден делать это».
Как отмечает Уоллес, Дель Рут «уже имел опыт работы с Джорджем Рафтом, сняв тогда ещё начинающего актёра в кратком танцевальном эпизоде в фильме „Такси!“ (1932), а позднее работал с уже сделавшем себе имя Рафтом на картине „Это должно было случиться“ (1936)». По словам Кэлата, «в конце 1940-х годов Дель Рут стал для Рафта чем-то вроде луча света. Он знал, на что способен Рафт, но хотел двинуть его дальше вперёд, а не просто эксплуатировать его имя». И, как отмечает Уоллес, «их сотрудничество оказалось плодотворным для Рафта в период спада в его карьере».
Как пишет Кэлат, к 1940-м годам «самые яркие дни Рафта были уже позади. Он продолжал торговать своим устоявшимся имиджем экранного крутого парня, но его фильмы неуклонно теряли в уровне амбиций и в качестве». На Рафта сильно повлияло убийство в 1947 году его друга, известного гангстера Багси Сигела, после чего, по словам Кэлата, «у Рафта стал развиваться параноидальный страх, что существует угроза и его безопасности. В частности, он стал запрещать, чтобы на съёмочной площадке появлялись незнакомые лица». Как далее пишет критик, «одержимость Рафта сочеталась с карьерным спадом в послевоенный период, что поставило его в сложную ситуацию, когда он был вынужден соглашаться на любые роли, откуда бы предложения ни исходили», в том числе, на «слабо прописанные роли в низкобюджетных фильмах категории В». По словам Уоллеса, в конце 1940-х годов Рафт сделал несколько картин с режиссёром Эдвином Л. Мариным, однако им «не доставало искры ранних работ Рафта, и в принципе они были шаблонными». За исключением «Джонни Эйнджел» (1945) и в меньше степени «Ноктюрна» (1946), сотрудничество Рафта и Марина давало не заслуживающие внимания результаты, не получавшие ни коммерческого успеха, ни одобрения критики. Среди этих картин «Мистер Эйс» (1946), «Канун Рождества» (1947), «Интрига» (1947) и «Уличная гонка» (1948). По мнению Уоллеса, «каждой из этих картин мешал скромный бюджет, рутинная история и банальная игра Рафта в однотипной роли, которая быстро стала скучной и неинтересной для посетителей кинотеатров».
Что касается Вирджинии Мейо, то, по словам Кэлата, она «получила старт в кино, когда продюсер Сэмюэл Голдвин „обнаружил“ её в качестве танцовщицы эстрадного шоу. Вскоре она стала играть главные роли в музыкальных комедиях в качестве любовного интереса таких популярных комиков, как Дэнни Кей и Боб Хоуп». Однако в конце 1940-х годов она «предприняла попытку порвать со своей традиционной ролью и показать себя в качестве серьёзной актрисы. Её роль в „Красном свете“ была демонстрацией этого её стремления, ещё более увлекательную роль она получила год спустя в другом фильме нуар „Белое каление“ (1950)». Десятилетие спустя Мейо снова сыграет с Рафтом в фильме «Самолёт над Атлантикой» (1959), который «окажется одной из последних ролей Рафта, после чего он будет понижен до эпизодических ролей и камео».
Как пишет Уоллес, на момент съёмок картины знаменитый впоследствии Рэймонд Бёрр «был ещё относительным новичком. Благодаря своему внушительному телосложению и ровному зловещему голосу он практически неизбежно получил амплуа плохого парня в многочисленных криминальных драмах и вестернах», но затем добился широкой известности в роли знаменитого адвоката Перри Мейсона в одноимённом судебной телесериале (1957—1966). Позднее Рафт скажет о работе с Бёрром: «Я чувствовал в нём большой талант».
Экранным сообщником Бёрра был Гарри Морган, известный, по словам Уоллеса, как «многоплановый крепкий и надёжный актёр второго плана, который перед этим сыграл с Рафтом в нуаре „Уличная гонка“ (1948)». Позднее Морган вспоминал Рафта как джентльмена и стопроцентного профессионала в работе. Морган был настолько им впечатлён, что сказал: «Я бы сыграл ещё в десяти картинах с Джорджем, если бы это было возможно». Уоллес отмечает ещё одного «опытного актёра Бартона Маклейна, известного по продолжительной серии ролей крутых парней в гангстерских фильмах студии Warner Brothers». Ранее он уже работал с Рафтом на фильмах «Ты и я» (1938) и «Мужская сила» (1941). В этой картине, по словам Уоллеса, «Маклейн получил долгожданное облегчение, вместо стандартной роли бандита сыграв расследующего дело полицейского». И, наконец, «Артур Франц, актёр, карьера которого колебалась в диапазоне от ролей второго плана в фильмах категории А», таких как «Пески Иводзимы» (1948) и «Бунт на „Кейне“» (1954) до главных ролей в фильмах категории В, таких как «Монстр в кампусе» (1958) и «Атомная подводная лодка» (1959), «даёт краткую, но сильную игру в роли брата-священника Джесса».

## История создания фильма
Автором истории, положенной в основу фильма, был Дон «Ред» Барри, бывший игрок в американский футбол, который стал киноактёром. Своё прозвище «Ред» он получил, после того, как в 1940 году снялся в главной роли в вестерне на основе комикса про популярного героя Реда Райдера. Как пишет Кэлат, «хотя далее франшиза этого фильма продолжалась без Барри, прозвище „Ред“ за ним закрепилось». Как далее пишет киновед, «Барри всю жизнь играл в вестернах, но время от времени что-то писал, и довольно часто его письменные работы превращались в фильмы». В частности, он написал рассказ под названием «Этот парень Гидеон», в котором человек вёл упорный поиск Библии Гидеона, и, исходя из названия многие думали, что героя истории звали Гидеон, и он разыскивал свою Библию. Дель Рут купил права на экранизацию рассказа, однако ему настолько не нравилось название, что он заплатил ещё и за рассказ Велдона Ридера «Красный свет» «только ради того, чтобы стать обладателем этого названия для своего фильма». Американский институт киноискусства со ссылкой на «Голливуд Репортер» подтверждает, что в 1941 году продюсер Дель Рут купил права на название рассказа Велдона Ридера «Красный свет», который был опубликован в журнале This Week. Однако, как указано в титрах, история фильма основана не на книге Ридера, а на рассказе Дональда Барри «Этот парень Гидеон».
По словам Кэлата, когда Дель Рут предложил Рафту главную роль, актёр поставил ему одно условие. Он очень хотел, чтобы его персонаж в качестве причуды увлекался укладкой собственных волос, на что Дель Рут ответил, что никакая аудитория не поверит в то, что подобный парень будет этим заниматься. Как пишет Кэлат, «ирония заключалась в том, что Рафту эту идею подбросил его погибший друг, гангстер Багси Сигел, который действительно проводил свободное время между убийствами и различными формами рэкета за укладкой и прихорашиванием своей причёски». Однако, как замечает Кэлат, «то, что было на самом деле, не важно, ведь иногда правда более странна, чем вымысел. Дель Рут же не имел намерения делать произведение странным до такой степени, чтобы породить сомнения в его правдоподобности». В конце концов, Дель Рут переубедил Рафта, и тот отказался от идеи с причёской.
Пресса того времени сомневалась в том, способен ли Рафт справиться с ролью. Как отметил Кэлат, «к этому моменту было уже достаточно ясно, что Рафт мог убедительно играть крутого парня, но „Красный свет“ требовал от актёра психологических навыков и метафизических прозрений, то есть таких глубин, которых обычно от него никто не требовал».
Рабочее название этого фильма — «Мистер Гидеон».
По информации Американского института киноискусства, на женскую роль в фильме рассматривались кандидатуры Элис Фэй, Шелли Уинтерс и Кармен Миранды, однако в итоге создатели фильма арендовали Вирджинию Мейо у компании Warner Bros.
Съёмки фильма проводились в Сан-Франциско, Сакраменто, тюрьме «Сан-Квентин», Кармеле и Монтерее, Калифорния, а также в Рино, Невада.
«Голливуд Репортер» также сообщал о том, что это будет первый художественный фильм с магнитной записью звука вместо оптической.

## Оценка фильма критикой

### Общая оценка фильма
После выхода на экраны фильм не пользовался особым успехом. Как пишет Кэлат, «доходы в прокате были слабыми, и эта независимая картина с годами канула в неизвестность». Современный историк кино Сандра Бреннан также посчитала, что эта «пропитанная религиозной тематикой криминальная мелодрама считается малозначимым примером фильма нуар». Тем не менее, по замечанию Кэлата, «последующее поколение помнит „Красный свет“ с большим энтузиазмом благодаря его особым нуаровым моментам, а не из-за его религиозной тематики». По мнению Кэлата, «то, что (эти два аспекта) вообще были смешаны, означает, что „Красный свет“ был необычным, изобретательным и амбициозным начинанием». Историк кино Блейк Лукас также отметил, что «Красный свет» «представляет собой довольно странный фильм, так как условности нуарового жанра, как правило, неохотно соседствуют с религиозным посланием». Этот фильм, однако содержит «одну классическую нуаровую сцену на ночной стоянке грузовиков, где Уорни в состоянии крайнего испуга обнаруживает, что провода распределителя в его автомобиле оборваны. Ещё более пугаясь, он в страхе бежит, спотыкается и затем забирается под грузовик. Далее зритель видит лишь пару ног преследователя, который подходит к грузовику и непринуждённо выбивает один из домкратов под крики Уорни. Затем камера поднимается, чтобы показать лицо зловещего Рэймонда Бёрра в роли Черни, который курит и улыбается».
Спенсер Селби назвал картину «необычным триллером о мести с ярко выраженной религиозной темой», а Дэвид Хоган — «малым, но задорным триллером, в котором ярость выступает главной эмоцией и мотиватором» поведения главного героя . По мнению, Майкла Кини, «несмотря на свои религиозные нотки и склонность к проповедничеству», фильм рассказывает «стремительную историю убийства и мести», в котором выделяется «как всегда потрясающая игра Бёрра». По мнению Уоллеса, «это один из самых необычных и интригующих фильмов Джорджа Рафта, сочетающий темы религии и мести. Представленные остро, в истинно нуаровом стиле, эти конфликтующие составляющие картины поднимают её выше уровня обычной драмы. Другая причина, по которой этот фильм достигает большего, чем большинство фильмов Рафта после его ухода с Warner Bros, заключена в силе режиссёра Роя Дель Рута».
С другой стороны, Кэлат пишет: «Нет сомнения в том, что потенциально это интересный материал, на котором можно построить захватывающий фильм вокруг отрицания привычной формулы мести. Проблема в том, что этот фильм пытается не только приготовить пирог, но и съесть его. Моральные нравоучения против мести вступают в конфликт с богатой визуализацией этой самой мести». По словам критика, «сцены с убийствами (в исполнении) Бёрра и/или Моргана демонстрируют жизненную энергию картины. Оставшаяся часть фильма — все сцены с Рафтом и Мейо — как будто нацелены на то, чтобы упрекнуть публику за её наслаждение жесткими убийствами».
С другой стороны, Деннис Шварц полагает, что «Дель Рой ставит рутинный фильм нуар, пропитанный темами мести и религии, который скорее склоняется в сторону обычной криминальной драмы. Исключение составляют отдельные яркие моменты в операторской работе, которые раскрывают мрачные полутона фильма». И, кроме того, «фильм интересен главным образом тем, что Рафт получил в нём идеальную для себя роль, которую хорошо исполнил». Леонард Молтин назвал фильм «напыщенной драмой, в которой невиновный Рафт хочет отомстить вышедшему из тюрьмы киллеру, убившему его брата», а Брюс Эдер высказал мнение, что это «совсем неплохая маленькая история, которая могла бы и сработать, если бы понизить „силу света“ и добавить немного тонкости». Из этой истории «Дель Рут мог бы создать что-то столь же сложное и тревожное, как, например, „Край гибели“ (1950) Марка Робсона, однако ему это не удалось».

### Некоторое образы в фильме
Фильм построен на противостоянии характеров Джонни Торно в исполнении Рафта и Ника Черни в исполнении Бёрра. Как пишет Кэлат, фильм представляет Джонни «как уважаемого бизнесмена, однако та подозрительная фамильярность, с которой с ним общается полиция, бандиты, которых он нанимает, а также пистолет в ящике его рабочего стола дают понять, что его респектабельность — это лишь видимость, прикрывающая тот же тип гангстера, которого Рафт играл всю свою жизнь. Тем не менее, он связан и миром порядочных людей, в частности, через своего брата Джесса, героя войны и преданного своему делу священника».
Со своей стороны, Ник Черни в исполнении Рэймонда Бёрра «пышет праведным гневом ошибочно обвинённого». Хотя обвинение было справедливым и он действительно украл у своего босса Джонни деньги, тем не менее, Ник мстит своему бывшему работодателю. «План мести Ника заключается в том, чтобы нанять Гарри Моргана, чтобы тот убил брата Джонни. В этом нет логики, но это служит признаком болезненного менталитета Ника. Человек, который мыслит рационально, не будет совершать те дикие, но эффектные поступки, которые Ник совершает на протяжении картины». Как далее отмечает Кэлат, в финале картины «запредельная мания Бёрра раскрывается в полную силу, когда Ник и Джонни сходятся лицом к лицу. Что-то должно остановить Ника, но фильм отказывается от идеи, что его просто арестуют, как от недостаточно драматичной». Вместо этого вступает в действие идея, что «человек предполагает, а Бог располагает», приводя «к абсурдно-буквальной развязке с вмешательством Бога, который как будто бы поражает ударом тока бедного Ника на месте».
Дэвид Хоган, в свою очередь, отмечает, что священник «Джесс, как его задумали сценарист Джордж Каллахан и режиссёр Рой Дель Рут, обеспечивает неземное, божественное присутствие — он ближе к символу красоты, чем чему-либо, напоминающему человеческое существо. Он фальшив и раздражает, и хочется его хорошенечко, больно ущипнуть».

### Памятные сцены в картине
Как полагает Кэлат, «если это диковинную картину кто-то ещё и помнит, то это только из-за её зловещих и жестоких сцен убийств. На протяжении фильма различные убийства, которые совершают Бёрр и нанятый им бандит Гарри Морган, чрезвычайно стильны — режиссёр Дель Рут дал волю своему самому жестокому воображению. Но, хотя эти сцены вызвали восхищение поклонников нуара, фактом является то, что они составляют лишь малую долю общей продолжительности фильма». По словам Кэлата, «главная среди этих жестоких сцен слишком часто обсуждается поклонниками нуара,… и слишком многие исследователи нуара с любовью пересказывали эту сцену. В итоге она раздулась сверх всякой меры и приобрела мифологическое значение. Сцена следующая: Рэймонд Бёрр преследует помощника Рафта, которого играет Джин Локхарт. В отчаянной попытке убежать, Локхарт укрывается под прицепом трейлера, который поставлен на домкраты. Он задерживает дыхание и с ужасом наблюдает, как ноги Бёрра приближаются всё ближе и ближе. Затем одна нога исчезает, и в мгновение ока Локхарт понимает почему — затем это происходит. Бёрр собирается выбить домкрат! Локхарт начинает кричать в смертельном ужасе — но его крик резко прерывается, когда масса трейлера обрушивается на землю. Бёрр смотрит вниз с невозмутимым наслаждением и зажигает сигарету».
Уоллес также полагает, что «зрелищная постановка сцен насилия является вершиной этого фильма. Предыдущие независимые криминальные драмы Рафта были в сравнении с этой значительно более скромными, без всякого намёка на перестрелки или экранное насилие. Конечно, главным виновником сцен насилия выступает персонаж Бёрра. Именно он сталкивает с движущегося поезда своего „партнёра“ Рокки, а позднее выбивает домкрат из-под трейлера, который насмерть давит испуганного Джина Локхарта». Шварц также обращает внимание на «классическую нуаровую сцену, в которой преступник Бёрр курит и улыбается, глядя на то, как его спрятавшуюся под грузовиком запуганную жертву давит насмерть после того, как он выбил удерживающий машину домкрат».
Дэвид Хоган обращает внимание на несколько эпизодов, связанных с темой религии, в частности, на сцену в церкви, в ходе которой «Джонни заявляет священнику, что „лучше бы Бог предоставлял ему круглосуточные услуги“, добавив, что чистая вера — это „ахинея для воскресных лохов!“ С этими словам он швыряет канделябр в церковный витраж. Для 1949 года это было сильно, даже для американской публики, которая была в основном протестантской. Слова Джонни и его жестокий поступок указывают на его богохульство и одновременно обладают силой, привлекающей дополнительный интерес к фильму» . Как далее пишет Хоган, в ещё одной «из многочисленных неуклюжих отсылок к религии Ник с удивлением видит перед собой Рокки, которого Ник считал мёртвым после того, как столкнул его со смотровой площадки движущегося поезда. Рокки похож на воскресшего Лазаря, избитого и разъярённого, который искоса смотрит на Ника снизу тёмной лестницы с метафорической кровью в глазах». С другой стороны, по мнению Хогана, «вера и любовь Бога сильно показаны в сцене, когда Джонни встречает человека, который рассказывает, как он собирался покончить с собой, выбросившись из окна, но его спас мойщик окон, который, кажется, возник ниоткуда». Авторы фильма как бы выстраивают ассоциативный ряд — «чистильщик окон, небо, ангел».

### Оценка работы режиссёра и творческой группы
По мнению Эдера, «сентиментальный режиссёрский стиль Дель Рута разрушает преимущественно мрачную и нуаровую атмосферу, создаваемую прекрасной операторской работой Берта Гленнона, которая в нужные моменты наполнена ощущением угрозы». Видимо, свою главную задачу Дель Рут видел «в демонстрации борьбы персонажа Джорджа Рафта за бессмертие собственной души». Это по-своему подтверждает и «музыка Дмитрия Тёмкина — пышная, напряжённая и сложная, которая становится очевидно чрезмерной в последние минуты фильма».

### Оценка актёрской игры
Критика неоднозначно оценила игру Джорджа Рафта в главной роли, хотя и положительно отозвалась об игре остальных актёров, особенно Реймонда Бёрра и Гарри Моргана. После выхода картины журнал Variety, в частности, написал, что «Рафт силён и мрачен в образе человека мести и рыщущего одинокого волка», однако его игра становится «топорной и отстранённой, когда сценарий требует от него зачитать фрагмент из Нового Завета или изобразить раскаяние и обращение в веру. Эта нехватка актёрского мастерства лишает картину её последней надежды на искупление».
По мнению Хогана, в этой картине «Рафт играет всё того же экранного себя — плоского, но с огромной харизмой. Он толкает фильм как бульдозер, постоянно пребывая в состоянии раздражённого возбуждения. В один волнующий момент, когда Джонни рыдает над своим убитым братом, Рафт обескураживающее неадекватен, но он был кинозвездой в истинном смысле — от него нельзя оторвать глаз».
Уоллес же полагает, что «под умелым руководством Дель Рута Рафт смог уйти от одномерности своих предыдущих ролей. Его фирменный непроницаемый облик по ходу истории раскрылся несколько раз, показав мириад эмоций (иногда лучше, иногда хуже), в диапазоне от мучительного горя в связи с жестоким убийством брата до холодной ярости, когда он целенаправленно преследует убийцу с единственной целью». По мнению критика, образ Джонни «оказывается одной из самых сложных ролей Рафта, которая требует подлинной актёрской игры, и Рафт по большей части справляется с ней восхитительно». Особенно сильно он показывает себя, демонстрируя «неожиданно бурный эмоциональный взрыв в церкви, когда священник умоляет его отказаться от мести». Как отмечает Уоллес, «к сожалению, несмотря на свои многие достоинства и более нюансированный образ который создаёт Рафт по сравнению с другими своими картинами, фильм остаётся одним из самых забытых в фильмографии актёра». По мнению Уоллеса, отчасти это связано с тем, что «к этому времени зрители уже смотрели с увлечением послевоенные нуаровые триллеры, которые вывели на экраны таких свежих и увлекательных актёров, как Берт Ланкастер, Роберт Митчем и Ричард Уидмарк. Хотя они играли почти тех же персонажей, что и Рафт (это были те же гангстеры, детективы и решительные герои), однако при подаче образов эти актёры казались как будто с другой планеты по сравнению с невыразительной и к этому времени казавшейся карикатурной игрой Рафта».
Кэлат полагает, что «для такого короткого фильма, к тому же построенного вокруг сольного путешествия Рафта, Дель Рут собрал ошеломляющий актёрский состав», где такие признанные звёзды, как «Рафт, Мейо, Джин Локхарт и Бартон Маклейн делят экран с в то время ещё молодым, огромным и пугающим Рэймондом Бёрром, а также молодым, но совсем не молодо выглядящем Гарри Морганом… Редко когда так много узнаваемых лиц собирались бы в картине столь скромного масштаба». Эдер отмечает «с положительной стороны Маклейна, который для разнообразия играет положительного персонажа, а также Моргана, который доминирует во многих своих сценах в роли злобного бандита». По словам критика, «он и Бёрр не дают фильму зайти в полный тупик».
По мнению Уоллеса, «красавица Вирджиния Мейо хорошо справляется со своей ролью взволнованной девушки — и, что, наверное, более важно — вносит столь необходимый декоративный момент в мрачный ход картины». Со своей стороны Кэлат отмечает: «Если Вам интересно, какое отношение ко всему происходящему имеет Вирджиния Мейо, то возможно, и она сама задавалась тем же вопросом. Её роль второстепенна, если не считать сцены, в которой она призывает Рафта осознать, что его брат-христианин почти наверняка не поручал ему отомстить за свою смерть. В остальном её роль маргинальна. Она великолепно справляется с тем, что она получает, хотя фильм был бы сильнее, если бы она сопровождала Рафта на протяжении всей его охоты».